# Feniks (wyspy)
Feniks (ang. Phoenix Islands) – grupa 10 wysp lagunowych w Polinezji, na Oceanie Spokojnym, w większości niezamieszkanych. Ich powierzchnia wynosi 28,4 km².
Dwa największe atole to Kanton i Enderbury, dawniej znajdowały się na nich lotniska – cywilne i wojskowe - będące pod wspólnym zarządem Wielkiej Brytanii i USA. Obecnie prawie wszystkie wchodzą w skład państwa Kiribati, wcześniej – brytyjskich Wysp Gilberta i Lagunowych. Dwie najbardziej północne wyspy Howland i Baker pozostają własnością USA. Jedynie atol Kanton jest obecnie zamieszkany. Obszar chroniony wysp Feniks został w 2010 roku wpisany na listę światowego dziedzictwa UNESCO.